# Нивел (писта)
Нивел-Баулер е писта за провеждане на автомобилни състезания, намираща се в Нивел, Белгия.

## История
Построена през 1971 година, трасето, разположено край Брюксел, домакинства 2 надпревари за Голямата Награда на Белгия – през 1972 и 1974, като по план е трябвало да се редува със Золдер. Пистата е смятана за алтернатива на тогава опасната писта Спа, като са построени широки зони за сигурност. През 1976 организаторите банкрутират и Нивел повече не домакинства кръг от Формула 1. Заради лошото състояние на пистата през 1981 е затворена. След близо 25 години пистата е разрушена, а на нейно място е изграден индустриален парк. Части от трасето все още могат да се видят в наши дни.

## Победители във Формула 1
| Година | Пилот             | Конструктор   | Писта | Статистика |
| ------ | ----------------- | ------------- | ----- | ---------- |
| 1974   | Емерсон Фитипалди | Макларън-Форд | Нивел | Статистика |
| 1972   | Емерсон Фитипалди | Лотус-Форд    | Нивел | Статистика |